# Cesare Casadei
Cesare Casadei (Ravenna, 10 gennaio 2003) è un calciatore italiano, centrocampista del Torino e della nazionale Under-21 italiana.

## Caratteristiche tecniche
È un centrocampista che gioca principalmente in posizione centrale, nonostante possa occupare anche i ruoli di mezzala e trequartista.

## Carriera

### Club

#### Gli inizi, Inter
Nato a Ravenna e cresciuto a Milano Marittima, si è unito alle giovanili della squadra cittadina del Cervia, prima di passare al Cesena. Dopo il fallimento di quest'ultimo club nel 2018, si è trasferito all'Inter: con la squadra milanese ha scalato rapidamente le giovanili, arrivando ad esordire in Under-19 a soli 17 anni.
Nell'ottobre 2021 è stato inserito nella lista annuale "Next Generation" del Guardian, contenente i prospetti più quotati nati nel 2003. L'anno successivo, Casadei viene convocato dall'Inter per la partita persa 2-0 in casa contro il Sassuolo, rimanendo tuttavia in panchina. Con i nerazzurri non disputa alcuna partita ufficiale.
Nella stagione 2021-2022 con l'Under-19 vince da protagonista il Campionato Primavera 1.

#### Chelsea e prestiti al Reading e al Leicester
Il 19 agosto 2022 viene ufficializzato l'accordo tra Inter e Chelsea per il trasferimento di Casadei alla squadra inglese per circa 15 milioni di euro più 5 di bonus. Casadei viene inizialmente inserito nella squadra giovanile Under-21; il suo debutto in Inghilterra avviene il 31 agosto nella partita di EFL Trophy persa 1-0 contro il Sutton Utd, in cui riceve un cartellino rosso. Quattro giorni dopo esordisce in Premier League 2, segnando al 48' il goal del 2-0 contro l'Everton Under-21.
Il 30 gennaio 2023, viene ceduto in prestito al Reading, squadra di Championship, fino alla fine della stagione. Il suo debutto nella seconda serie inglese avviene il 4 febbraio nel pareggio 2-2 contro il Watford. Il primo goal per i Royals lo marcò il 15 marzo nella sconfitta 2-1 contro il Blackburn. Nonostante le prestazioni di Casadei, a fine campionato il Reading non riesce ad evitare la retrocessione in League One.
Il 15 agosto 2023, passa, sempre in prestito, al Leicester City, appena retrocesso in Championship. Esordisce con le Foxes quattro giorni dopo, sostituendo Wilfred Ndidi al 62' e segnando il gol-vittoria del 2-1. Nonostante avesse firmato per il Leicester fino al termine della stagione, nel gennaio 2024 viene richiamato dal Chelsea allenato da Mauricio Pochettino, che lo inserisce in rosa. Esordisce con il Chelsea e in Premier League il 31 gennaio 2024, entrando al posto di Palmer nella gara persa per 4-1 contro il Liverpool ad Anfield. Termina la stagione con 11 presenze in campionato.
La stagione successiva viene confermato con il nuovo allenatore Enzo Maresca, che lo aveva già allenato al Leicester. Il 3 ottobre 2024 debutta nelle coppe europee, giocando titolare nella gara di UEFA Conference League vinta per 4-2 in casa contro il Gent.

#### Torino
Il 2 febbraio 2025 viene ceduto per 13 milioni di euro più 2 di bonus  al Torino, con cui sottoscrive un contratto valido fino al 30 giugno 2029. Esordisce in maglia granata, e contestualmente in Serie A l'8 febbraio nella partita casalinga contro il Genoa, pareggiata per 1-1, subentrando a Yann Karamoh nel secondo tempo. Il 14 febbraio gioca la prima da titolare contro il Bologna, dove provoca il rigore poi realizzato da Dan Ndoye, valido per il momentaneo pareggio dei Felsinei, che finiscono per vincere il match in rimonta 3-2. Il 2 marzo segna la sua prima rete nel campionato italiano, firmando il gol del definitivo successo per 2-0 in casa del Monza.

### Nazionale

#### Nazionali giovanili
Ha giocato in tutte le nazionali giovanili a partire dall'Under-16.
Il 19 novembre 2022 esordisce con la nazionale Under-21 del CT Paolo Nicolato, entrando nei minuti finali della gara amichevole persa 4-2 contro la Germania ad Ancona.
Nel 2023 con la nazionale Under-20 partecipa al Mondiale Under-20 in Argentina dove gli Azzurrini ottengono il secondo posto; Casadei vince inoltre il Pallone d'oro come migliore giocatore della competizione, e la Scarpa d'oro come migliore realizzatore con 7 gol.
Realizza il suo primo gol con l'Under-21 il 22 marzo 2024, nella partita valida per le qualificazioni all'Europeo del 2025 vinta per 2-0 contro la Lettonia a Cesena. Nel giugno 2025 viene convocato per l'Europeo Under-21 organizzato in Slovacchia, nel quale realizza un gol.

#### Nazionale maggiore
Il 14 marzo 2025 viene convocato per la prima volta in nazionale, dal CT Luciano Spalletti, per le due partite dei quarti di finale di UEFA Nations League 2024-2025 contro la Germania.

## Statistiche

### Presenze e reti nei club
Statistiche aggiornate al 24 maggio 2025.
| Stagione        | Club            | Campionato      | Campionato | Campionato | Coppe nazionali | Coppe nazionali | Coppe nazionali | Coppe continentali | Coppe continentali | Coppe continentali | Altre coppe | Altre coppe | Altre coppe | Totale | Totale |
| Stagione        | Club            | Comp            | Pres       | Reti       | Comp            | Pres            | Reti            | Comp               | Pres               | Reti               | Comp        | Pres        | Reti        | Pres   | Reti   |
| --------------- | --------------- | --------------- | ---------- | ---------- | --------------- | --------------- | --------------- | ------------------ | ------------------ | ------------------ | ----------- | ----------- | ----------- | ------ | ------ |
| 2022-gen. 2023  | Chelsea         | PL              | -          | -          | FACup+CdL       | -               | -               | UCL                | -                  | -                  | -           | -           | -           | -      | -      |
| gen.-giu. 2023  | Reading         | FLC             | 15         | 1          | FACup+CdL       | -               | -               | -                  | -                  | -                  | -           | -           | -           | 15     | 1      |
| 2023-gen. 2024  | Leicester City  | FLC             | 22         | 2          | FACup+CdL       | 1+2             | 1+0             | -                  | -                  | -                  | -           | -           | -           | 25     | 3      |
| gen.-giu. 2024  | Chelsea         | PL              | 11         | 0          | FACup+CdL       | -               | -               | -                  | -                  | -                  | -           | -           | -           | 11     | 0      |
| 2024-feb. 2025  | Chelsea         | PL              | 0          | 0          | FACup+CdL       | 0+1             | 0               | UECL               | 5                  | 0                  | -           | -           | -           | 6      | 0      |
| Totale Chelsea  | Totale Chelsea  | Totale Chelsea  | 11         | 0          |                 | 1               | 0               |                    | 5                  | 0                  |             | -           | -           | 17     | 0      |
| feb.-giu. 2025  | Torino          | A               | 15         | 1          | CI              | -               | -               | -                  | -                  | -                  | -           | -           | -           | 15     | 1      |
| Totale carriera | Totale carriera | Totale carriera | 63         | 4          |                 | 4               | 1               |                    | 5                  | 0                  |             | -           | -           | 72     | 5      |

### Cronologia presenze e reti in nazionale
| Cronologia completa delle presenze e delle reti in nazionale ― Italia under 21 | Cronologia completa delle presenze e delle reti in nazionale ― Italia under 21 | Cronologia completa delle presenze e delle reti in nazionale ― Italia under 21 | Cronologia completa delle presenze e delle reti in nazionale ― Italia under 21 | Cronologia completa delle presenze e delle reti in nazionale ― Italia under 21 | Cronologia completa delle presenze e delle reti in nazionale ― Italia under 21 | Cronologia completa delle presenze e delle reti in nazionale ― Italia under 21 | Cronologia completa delle presenze e delle reti in nazionale ― Italia under 21 |
| Data                                                                           | Città                                                                          | In casa                                                                        | Risultato                                                                      | Ospiti                                                                         | Competizione                                                                   | Reti                                                                           | Note                                                                           |
| ------------------------------------------------------------------------------ | ------------------------------------------------------------------------------ | ------------------------------------------------------------------------------ | ------------------------------------------------------------------------------ | ------------------------------------------------------------------------------ | ------------------------------------------------------------------------------ | ------------------------------------------------------------------------------ | ------------------------------------------------------------------------------ |
| 19-11-2022                                                                     | Ancona                                                                         | Italia under 21                                                                | 2 – 4                                                                          | Germania under 21                                                              | Amichevole                                                                     | -                                                                              | 89’                                                                            |
| 24-3-2023                                                                      | Novi Sad                                                                       | Serbia under 21                                                                | 0 – 2                                                                          | Italia under 21                                                                | Amichevole                                                                     | -                                                                              |                                                                                |
| 8-9-2023                                                                       | Jūrmala                                                                        | Lettonia under 21                                                              | 0 – 0                                                                          | Italia under 21                                                                | Qual. Europeo Under-21 2025                                                    | -                                                                              |                                                                                |
| 12-9-2023                                                                      | Kocaeli                                                                        | Turchia under 21                                                               | 0 – 2                                                                          | Italia under 21                                                                | Qual. Europeo Under-21 2025                                                    | -                                                                              | 90’                                                                            |
| 17-10-2023                                                                     | Bolzano                                                                        | Italia under 21                                                                | 2 – 0                                                                          | Norvegia under 21                                                              | Qual. Europeo Under-21 2025                                                    | -                                                                              | 72’                                                                            |
| 16-11-2023                                                                     | Serravalle                                                                     | San Marino under 21                                                            | 0 – 7                                                                          | Italia under 21                                                                | Qual. Europeo Under-21 2025                                                    | -                                                                              | 46’                                                                            |
| 21-11-2023                                                                     | Cork                                                                           | Irlanda under 21                                                               | 2 – 2                                                                          | Italia under 21                                                                | Qual. Europeo Under-21 2025                                                    | -                                                                              | 46’                                                                            |
| 22-3-2024                                                                      | Cesena                                                                         | Italia under 21                                                                | 2 – 0                                                                          | Lettonia under 21                                                              | Qual. Europeo Under-21 2025                                                    | 1                                                                              |                                                                                |
| 26-3-2024                                                                      | Ferrara                                                                        | Italia under 21                                                                | 1 – 1                                                                          | Turchia under 21                                                               | Qual. Europeo Under-21 2025                                                    | -                                                                              | 36’                                                                            |
| 15-10-2024                                                                     | Trieste                                                                        | Italia under 21                                                                | 1 – 1                                                                          | Irlanda under 21                                                               | Qual. Europeo Under-21 2025                                                    | 1                                                                              |                                                                                |
| 15-11-2024                                                                     | Empoli                                                                         | Italia under 21                                                                | 2 – 2                                                                          | Francia under 21                                                               | Amichevole                                                                     | 1                                                                              |                                                                                |
| 19-11-2024                                                                     | La Spezia                                                                      | Italia under 21                                                                | 2 – 2                                                                          | Ucraina under 21                                                               | Amichevole                                                                     | -                                                                              | 74’                                                                            |
| 11-6-2025                                                                      | Trnava                                                                         | Italia under 21                                                                | 1 – 0                                                                          | Romania under 21                                                               | Europeo Under-21 2025 - 1º turno                                               | -                                                                              | 63’                                                                            |
| 14-6-2025                                                                      | Trnava                                                                         | Slovacchia under 21                                                            | 0 – 1                                                                          | Italia under 21                                                                | Europeo Under-21 2025 - 1º turno                                               | 1                                                                              | 63’                                                                            |
| 17-6-2025                                                                      | Trnava                                                                         | Spagna under 21                                                                | 1 – 1                                                                          | Italia under 21                                                                | Europeo Under-21 2025 - 1º turno                                               | -                                                                              | 74’                                                                            |
| 22-6-2025                                                                      | Dunajská Streda                                                                | Germania under 21                                                              | 3 – 2 dts                                                                      | Italia under 21                                                                | Europeo Under-21 2025 - Quarti di finale                                       | -                                                                              | 71’ 120+1’                                                                     |
| Totale                                                                         |                                                                                | Presenze                                                                       | 16                                                                             |                                                                                | Reti                                                                           | 4                                                                              |                                                                                |

| Cronologia completa delle presenze e delle reti in nazionale ― Italia under 20 | Cronologia completa delle presenze e delle reti in nazionale ― Italia under 20 | Cronologia completa delle presenze e delle reti in nazionale ― Italia under 20 | Cronologia completa delle presenze e delle reti in nazionale ― Italia under 20 | Cronologia completa delle presenze e delle reti in nazionale ― Italia under 20 | Cronologia completa delle presenze e delle reti in nazionale ― Italia under 20 | Cronologia completa delle presenze e delle reti in nazionale ― Italia under 20 | Cronologia completa delle presenze e delle reti in nazionale ― Italia under 20 |
| Data                                                                           | Città                                                                          | In casa                                                                        | Risultato                                                                      | Ospiti                                                                         | Competizione                                                                   | Reti                                                                           | Note                                                                           |
| ------------------------------------------------------------------------------ | ------------------------------------------------------------------------------ | ------------------------------------------------------------------------------ | ------------------------------------------------------------------------------ | ------------------------------------------------------------------------------ | ------------------------------------------------------------------------------ | ------------------------------------------------------------------------------ | ------------------------------------------------------------------------------ |
| 23-9-2022                                                                      | Cova da Piedade                                                                | Portogallo under 20                                                            | 1 – 2                                                                          | Italia under 20                                                                | Torneo Otto Nazioni                                                            | 1                                                                              |                                                                                |
| 27-9-2022                                                                      | Varese                                                                         | Italia under 20                                                                | 3 – 0                                                                          | Svizzera under 20                                                              | Amichevole                                                                     | -                                                                              | 26’                                                                            |
| 21-5-2023                                                                      | Mendoza                                                                        | Italia under 20                                                                | 3 – 2                                                                          | Brasile under 20                                                               | Mondiali Under-20 2023 - 1º turno                                              | 2                                                                              |                                                                                |
| 24-5-2023                                                                      | Mendoza                                                                        | Italia under 20                                                                | 0 – 2                                                                          | Nigeria under 20                                                               | Mondiali Under-20 2023 - 1º turno                                              | -                                                                              |                                                                                |
| 27-5-2023                                                                      | Mendoza                                                                        | Rep. Dominicana under 20                                                       | 0 – 3                                                                          | Italia under 20                                                                | Mondiali Under-20 2023 - 1º turno                                              | 2                                                                              |                                                                                |
| 31-5-2023                                                                      | La Plata                                                                       | Inghilterra under 20                                                           | 1 – 2                                                                          | Italia under 20                                                                | Mondiali Under-20 2023 - Ottavi                                                | 1                                                                              |                                                                                |
| 3-6-2023                                                                       | San Juan                                                                       | Colombia under 20                                                              | 1 – 3                                                                          | Italia under 20                                                                | Mondiali Under-20 2023 - Quarti                                                | 1                                                                              |                                                                                |
| 8-6-2023                                                                       | La Plata                                                                       | Italia under 20                                                                | 2 – 1                                                                          | Corea del Sud under 20                                                         | Mondiali Under-20 2023 - Semifinale                                            | 1                                                                              |                                                                                |
| 11-6-2023                                                                      | Buenos Aires                                                                   | Uruguay under 20                                                               | 1 – 0                                                                          | Italia under 20                                                                | Mondiali Under-20 2023 - Finale                                                | -                                                                              |                                                                                |
| Totale                                                                         |                                                                                | Presenze                                                                       | 9                                                                              |                                                                                | Reti                                                                           | 8                                                                              |                                                                                |

| Cronologia completa delle presenze e delle reti in nazionale ― Italia under 19 | Cronologia completa delle presenze e delle reti in nazionale ― Italia under 19 | Cronologia completa delle presenze e delle reti in nazionale ― Italia under 19 | Cronologia completa delle presenze e delle reti in nazionale ― Italia under 19 | Cronologia completa delle presenze e delle reti in nazionale ― Italia under 19 | Cronologia completa delle presenze e delle reti in nazionale ― Italia under 19 | Cronologia completa delle presenze e delle reti in nazionale ― Italia under 19 | Cronologia completa delle presenze e delle reti in nazionale ― Italia under 19 |
| Data                                                                           | Città                                                                          | In casa                                                                        | Risultato                                                                      | Ospiti                                                                         | Competizione                                                                   | Reti                                                                           | Note                                                                           |
| ------------------------------------------------------------------------------ | ------------------------------------------------------------------------------ | ------------------------------------------------------------------------------ | ------------------------------------------------------------------------------ | ------------------------------------------------------------------------------ | ------------------------------------------------------------------------------ | ------------------------------------------------------------------------------ | ------------------------------------------------------------------------------ |
| 2-9-2021                                                                       | Burton-upon-Trent                                                              | Inghilterra under 19                                                           | 2 – 0                                                                          | Italia under 19                                                                | Amichevole                                                                     | -                                                                              | 84’                                                                            |
| 6-9-2021                                                                       | Katwijk                                                                        | Paesi Bassi under 19                                                           | 0 – 3                                                                          | Italia under 19                                                                | Amichevole                                                                     | 1                                                                              | 84’                                                                            |
| 6-10-2021                                                                      | Bakovci                                                                        | Italia under 19                                                                | 2 – 0                                                                          | Lituania under 19                                                              | Qual. Europeo Under-19 2022                                                    | -                                                                              |                                                                                |
| 9-10-2021                                                                      | Bakovci                                                                        | Italia under 19                                                                | 3 – 0                                                                          | Islanda under 19                                                               | Qual. Europeo Under-19 2022                                                    | -                                                                              |                                                                                |
| 12-10-2021                                                                     | Gornja Radgona                                                                 | Slovenia under 19                                                              | 1 – 3                                                                          | Italia under 19                                                                | Qual. Europeo Under-19 2022                                                    | -                                                                              | 34’                                                                            |
| 11-11-2021                                                                     | Budapest                                                                       | Ungheria under 19                                                              | 0 – 1                                                                          | Italia under 19                                                                | Amichevole                                                                     | -                                                                              |                                                                                |
| 15-11-2021                                                                     | Budapest                                                                       | Ungheria under 19                                                              | 3 – 1                                                                          | Italia under 19                                                                | Amichevole                                                                     | -                                                                              | 46’                                                                            |
| 26-3-2022                                                                      | Vantaa                                                                         | Italia under 19                                                                | 4 – 0                                                                          | Finlandia under 19                                                             | Qual. Europeo Under-19 2022                                                    | 1                                                                              |                                                                                |
| 29-3-2022                                                                      | Vantaa                                                                         | Belgio under 19                                                                | 0 – 2                                                                          | Italia under 19                                                                | Qual. Europeo Under-19 2022                                                    | 1                                                                              |                                                                                |
| 18-6-2022                                                                      | Dunajská Streda                                                                | Italia under 19                                                                | 2 – 1                                                                          | Romania under 19                                                               | Europeo Under-19 2022 - 1º turno                                               | -                                                                              |                                                                                |
| 21-6-2022                                                                      | Trnava                                                                         | Slovacchia under 19                                                            | 0 – 1                                                                          | Italia under 19                                                                | Europeo Under-19 2022 - 1º turno                                               | -                                                                              | 66’                                                                            |
| 28-6-2022                                                                      | Senec                                                                          | Inghilterra under 19                                                           | 2 – 1                                                                          | Italia under 19                                                                | Europeo Under-19 2022 - Semifinale                                             | -                                                                              |                                                                                |
| Totale                                                                         |                                                                                | Presenze                                                                       | 12                                                                             |                                                                                | Reti                                                                           | 3                                                                              |                                                                                |

## Palmarès

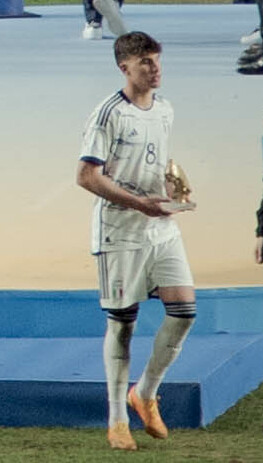
Casadei ritira la scarpa d'oro del Mondiale Under-20 2023 dopo la finale contro l'Uruguay

### Club

#### Competizioni giovanili
- Campionato Nazionale Under-17: 1

Inter: 2018-2019
- Campionato Primavera: 1

Inter: 2021-2022

#### Competizioni nazionali
- Campionato inglese di seconda divisione: 1

Leicester City: 2023-2024

### Individuale
- Pallone d'oro del Mondiale Under-20: 1

2023
- Scarpa d'oro del Mondiale Under-20: 1

2023 (7 gol)